# Yoshitaki Hori
Yoshitaki Hori (japanisch 堀 吉孝, Hori Yoshitaki; * 20. April 1933 in Alexandrowsk) ist ein ehemaliger japanischer Eisschnellläufer.
Hori belegte in der Saison 1955/56 bei den Olympischen Winterspielen 1956 in Cortina d’Ampezzo den 46. Platz über 5000 m, den 23. Rang über 1500 m sowie den 17. Platz über 500 m und bei der Mehrkampf-Weltmeisterschaft 1956 in Oslo den 32. Platz im Großen Vierkampf. Letztmals international startete er bei den Olympischen Winterspielen 1960 in Squaw Valley, wobei er den 29. Platz über 1500 m und den 16. Platz über 500 m errang. Sein bestes Ergebnis bei japanischen Mehrkampfmeisterschaften erreichte er im Jahr 1957 mit dem dritten Platz.

## Persönliche Bestleistungen
| Disziplin | Zeit        | Datum            | Ort          |
| --------- | ----------- | ---------------- | ------------ |
| 500 m     | 41,7 s      | 28. Februar 1960 | Squaw Valley |
| 1000 m    | 1:33,5 min  | 4. Februar 1956  | Wien         |
| 1500 m    | 2:14,7 min  | 28. Februar 1960 | Squaw Valley |
| 3000 m    | 5:16,0 min  | 1. Februar 1956  | Klagenfurt   |
| 5000 m    | 8:53,5 min  | 29. Januar 1956  | Misurinasee  |
| 10.000 m  | 20:31,2 min | 17. Januar 1955  | Nikkō        |